# Râul Beznea
Râul Beznea este un curs de apă, afluent al râului Crișul Repede.

## Hărți
- Harta Munții Apuseni
- Harta județului Bihor